# Liste der Naturdenkmale in Obergeckler
Die Liste der Naturdenkmale in Obergeckler nennt die im Gemeindegebiet von Obergeckler ausgewiesenen Naturdenkmale (Stand 13. April 2024).

## Naturdenkmale
| Nr.         | Bezeichnung             | Lage                                          | Beschreibung | Bild                                    |
| ----------- | ----------------------- | --------------------------------------------- | ------------ | --------------------------------------- |
| ND-7232-499 | Linde bei der Hofstelle | Niedergeckler, Kapellenstraße, bei Nr. 9 Lage | Tilia sp.    | Direkt Bild zu diesem Denkmal hochladen |